# Morteni
Morteni è un comune della Romania di 2 992 abitanti, ubicato nel distretto di Dâmbovița, nella regione storica della Muntenia.
Il comune è formato dall'unione di 2 villaggi: Morteni e Neajlovu.